# Yuan (patronyme)
Pour les articles homonymes, voir Yuan (homonymie).
Cette page présente le nom de famille Yuan ainsi que ses variantes.
Yuan est un patronyme chinois très répandu ; 袁, 元, 苑, 原, 源, 爰 en mandarin ; 阮, 垣, 玄 en cantonais.

## Occurrence
袁 est le trente-septième nom de famille le plus courant en chinoise. Il est porté par 0,5 % environ de la population.

## Étymologie
袁 peut être prononcé de diverses façons suivant les langues, et est transcrit de différentes manières en fonction du système utilisé. Cet article utilise l'orthographe Yuan, la forme latine la plus courante. Yuan est la transcription en hanyu pinyin de la prononciation mandarine standard. Pour indiquer le ton ascendant, on peut mettre un accent aigu sur le a (Yuán). On trouve aussi, surtout dans les textes anciens l'orthographe Yüen, qui correspond à la transcription Wade-Giles.
Dans les autres langues chinoises, ce nom devient Yeu (shanghaïen), Yuen (cantonais), Oan (minnan), alors qu'il devient Won en coréen et Viên en vietnamien.

## Histoire
Le patronyme provient d'une noble famille de l'antique État de Chen, l'actuelle partie orientale de la province du Henan. Le sinogramme 袁 pris sa forme actuelle vers le Ier siècle. Pendant la dynastie Han, il fut associé au très puissant clan Yuan de Ru'nan  et plus tard pendant la période des dynasties Jin et des dynasties du Sud, avec le clan Yuan de Chen.
Selon des sources traditionnelles, l'origine du nom remonterait à Yuan Taotu, qui vécut au VIIe siècle dans le royaume de Chen.
Historiquement, ce nom de famille a connu une forte progression parmi la population chinoise han, et a été adopté au sein de nombreux groupes ethniques non-han. Il est aujourd'hui porté par plus de 6,5 millions de personnes dans le monde, et compose 0,54 % de la population de la Chine continentale.
Bien que la croissance ait ralenti ces six derniers siècles, le nom Yuan est resté relativement répandu à travers la Chine, tout comme en Chine d'outre-mer, avec la plus forte représentation par habitant dans la région du delta du Yangzi Jiang.